# ICESat-2

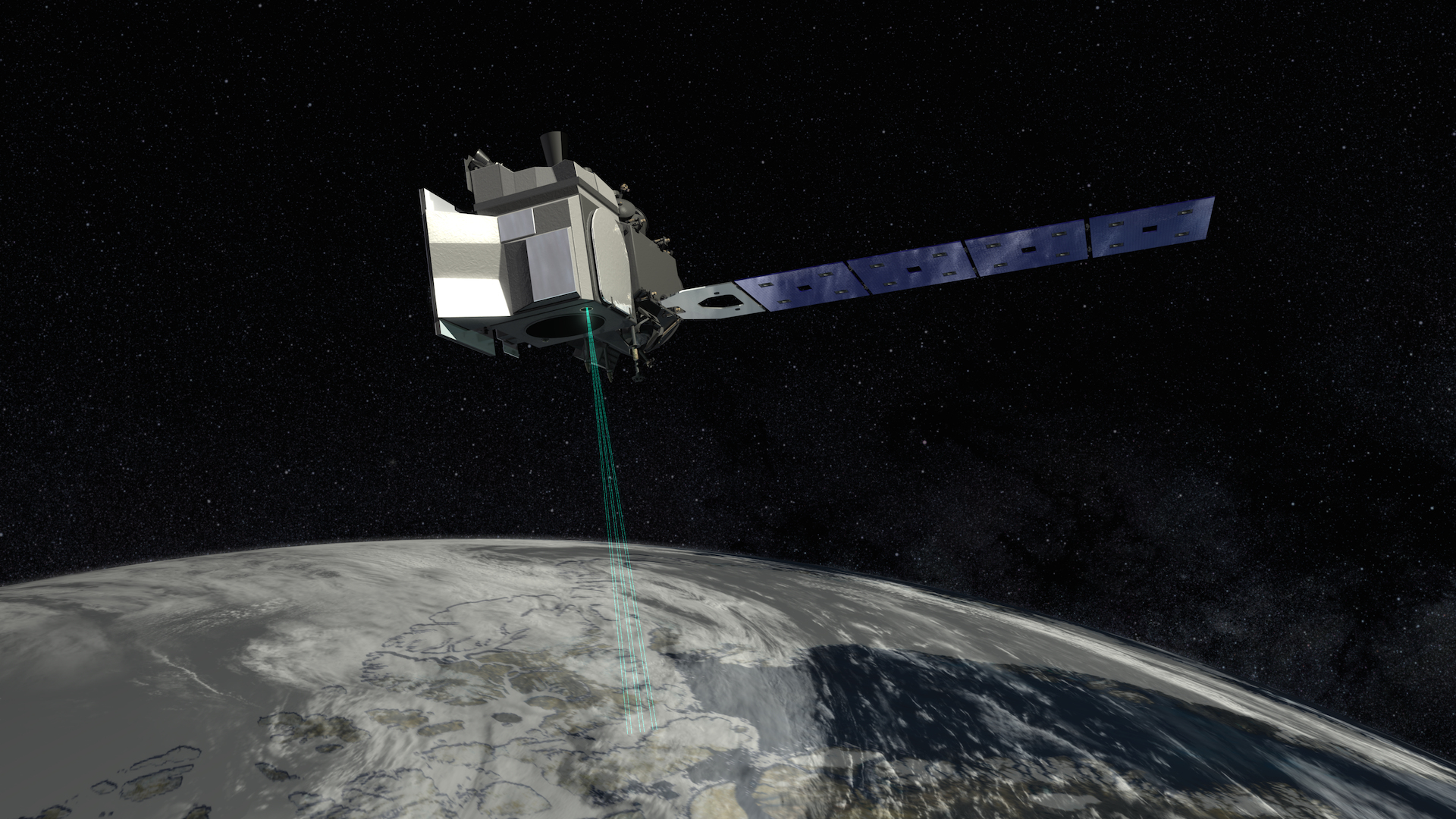
Representação artística do ICESat-2.

O ICESat-2, parte do Sistema de Observação da Terra da NASA, é uma missão satélite para medir a elevação da camada de gelo e a espessura do gelo marinho, bem como a topografia e características da vegetação. O ICESat-2, uma continuação da missão ICESat, que foi lançada em 15 de setembro de 2018 da Base Aérea de Vandenberg, na Califórnia, Estados Unidos,em uma órbita quase circular, quase polar, com uma altitude de aproximadamente 496 km. Ele foi projetado para operar por três anos e transportar propelente suficiente por sete anos.
O projeto ICESat-2 está sendo gerenciado pelo Goddard Space Flight Center em Greenbelt, Maryland. O único instrumento está sendo projetado e construído pelo centro e o ônibus foi fornecido pela Orbital ATK. O satélite foi lançado no foguete Delta II fornecido pela United Launch Alliance. Este foi o último lançamento do veículo Delta II